# Popučke
Popučke (en serbe cyrillique : Попучке) est une localité de Serbie située sur le territoire de la Ville de Valjevo, district de Kolubara. Au recensement de 2011, elle comptait 2 603 habitants.
Popučke est officiellement classé parmi les villages de Serbie.

## Géographie

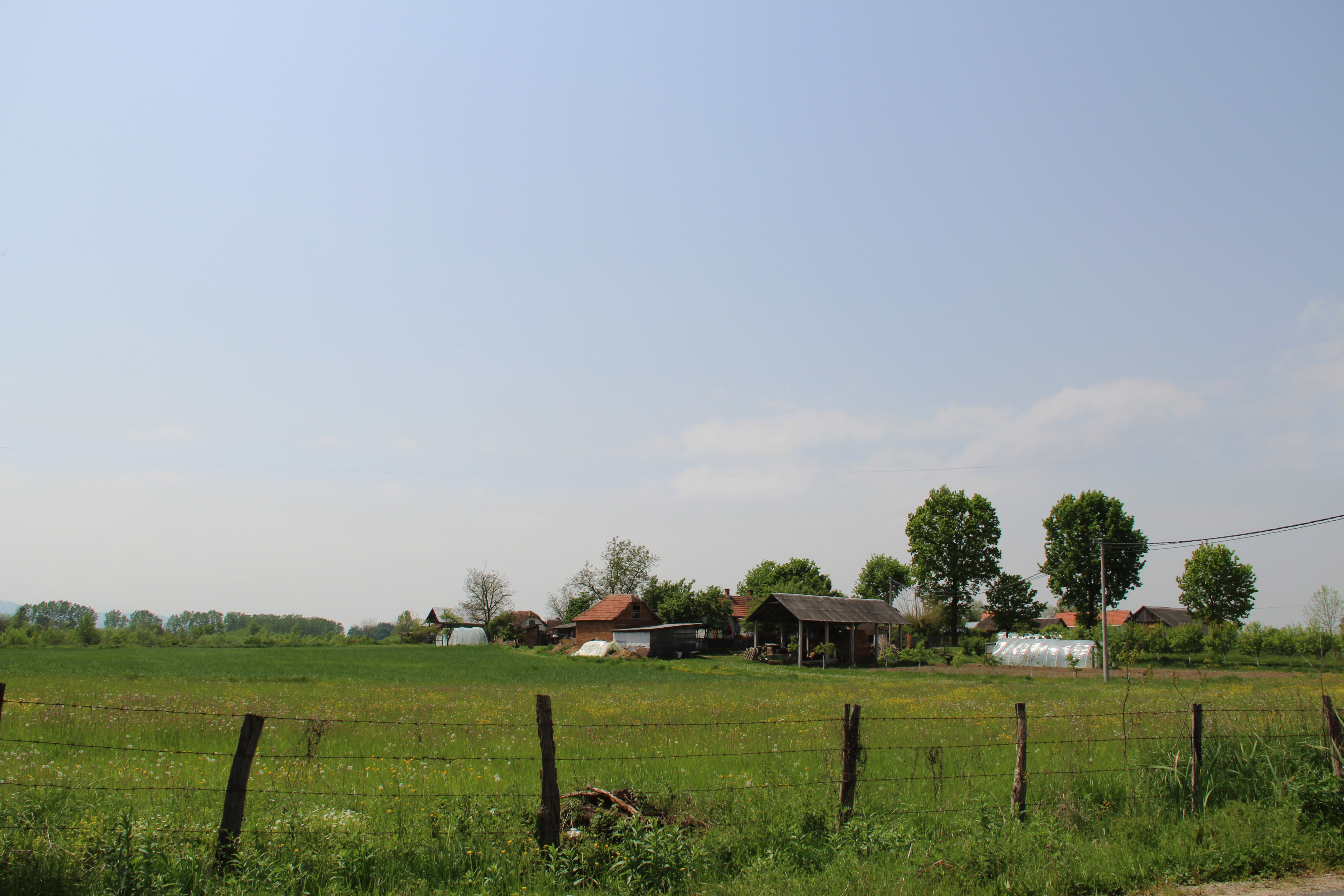
Vue de Popučke
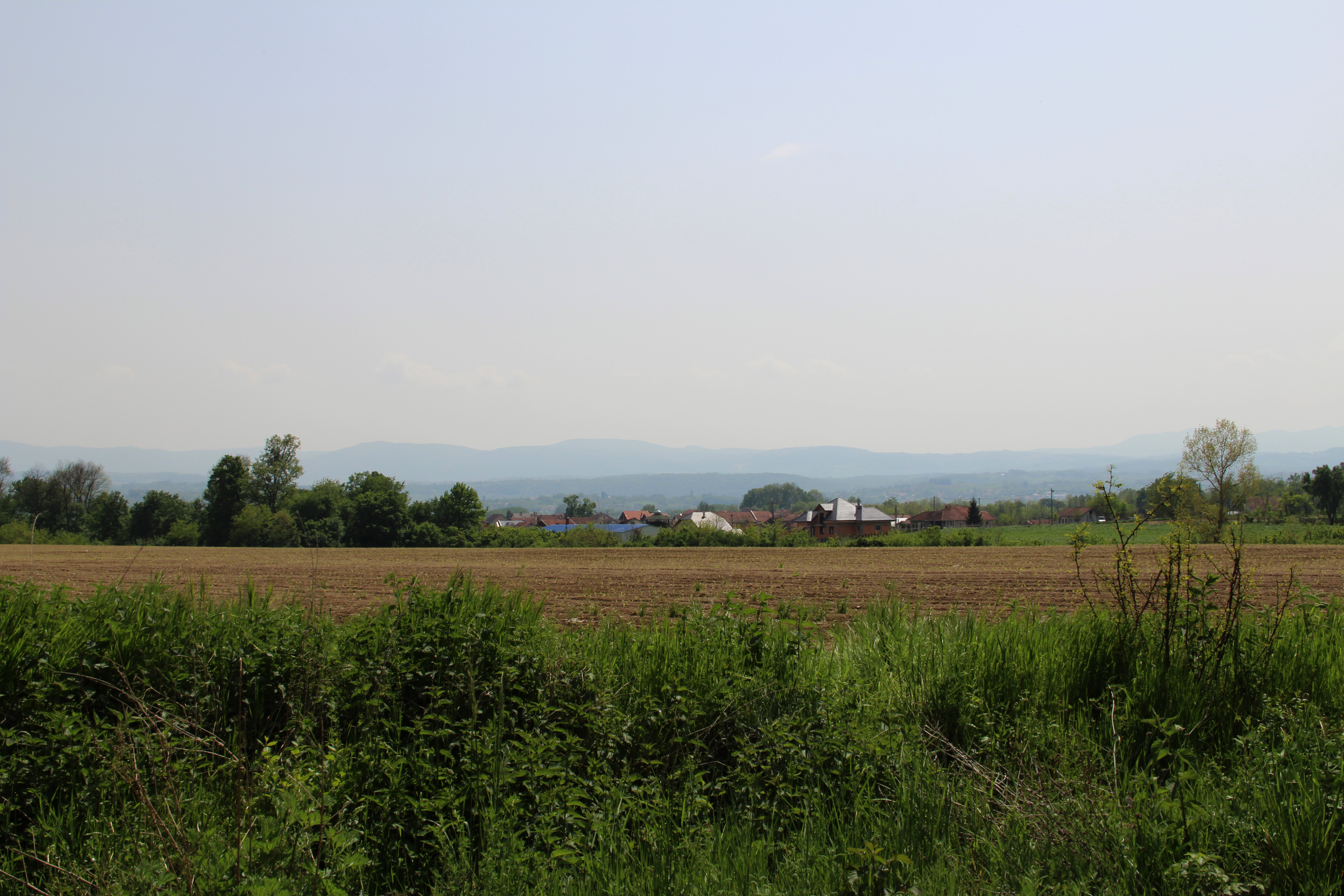
Autre vue
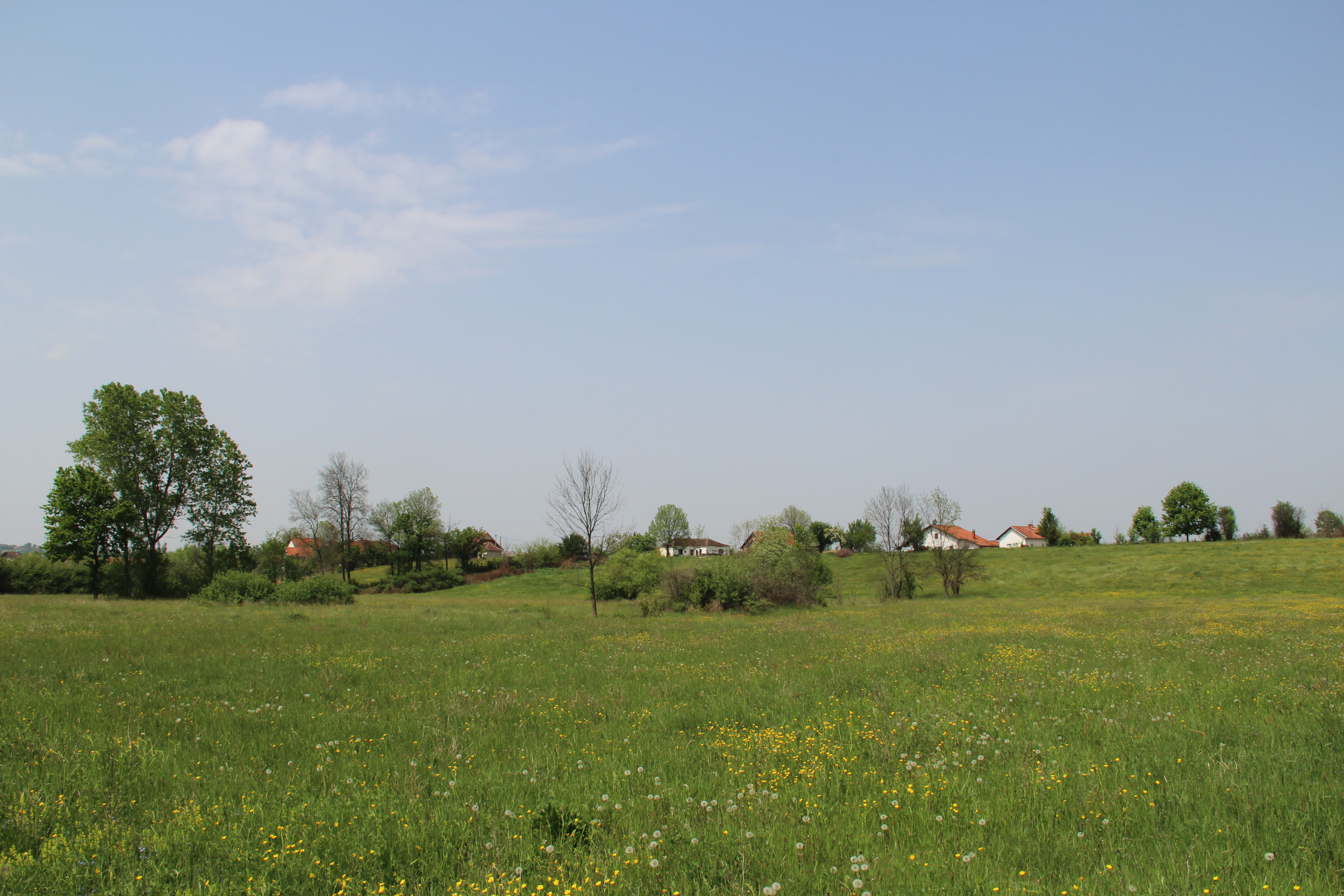
Autre vue

## Démographie

### Évolution historique de la population
| 1948  | 1953  | 1961  | 1971  | 1981  | 1991  | 2002  | 2011  |
| ----- | ----- | ----- | ----- | ----- | ----- | ----- | ----- |
| 1 647 | 1 786 | 1 741 | 1 752 | 1 964 | 2 419 | 2 607 | 2 603 |

|  |